# 九州・沖縄地方のご当地ソング一覧
九州・沖縄地方のご当地ソング一覧（きゅうしゅう・おきなわちほうのごとうちソングいちらん）では、日本の九州・沖縄地方（九州地方および沖縄県）を題材とした楽曲を、当該地域のご当地ソングと見なし、その一覧を記す。
太字で示される曲名・歌手名は当地出身者のもの。

## 九州地方全般
九州地方全域、または複数の県を題材とするもの。
- 九州 - 「九州慕情」岡ゆう子
- 福岡県中洲、熊本県阿蘇・天草、宮崎県日南海岸、鹿児島県桜島・指宿 - 「南国の夜」中井昭とコロラティーノ
- 玄界灘
  - 「玄界みれん」水城なつみ
  - 「玄界ブルース」田端義夫
  - 「玄海船歌」氷川きよし
  - 「玄界灘」段田男
  - 「あばれ玄界」天童よしみ
- 玄界灘・桜島 - 「星空の秋子」氷川きよし
- 有明海
  - 「有明けの海」水前寺清子
  - 「ガタゴロウR&R」石田洋介
- 有明海干潟 - 「残暑」松任谷由実
- 鹿児島本線
  - 「鹿児島本線」上坂弓恵
  - 「九州慕情～鹿児島本線～」岡ゆう子
- 日豊本線
  - 「日豊本線」森昌子
  - 「日豊本線」池田輝男
- 鹿児島本線・長崎本線 - 「僕は特急の機関士で（九州巡りの巻）」霧島昇、二葉あき子、伊藤久男
- 博多・長崎市・鹿児島市 - 「さすらい慕情」氷川きよし
- JR九州 - 「浪漫鉄道」

## 福岡県
- 福岡県全般
  - 「FUKUOKA」ASKA
  - 「福岡」中島卓偉
  - 「ばりほれとんぜ」中島みゆき - 歌詞の一部分が博多弁
- 遠賀川 - 「筑豊の子守唄」haru、横井久美子
- 福岡市
  - 福岡市全般
    - 「母に捧げるバラード」海援隊
    - 「風の福岡」海援隊
    - 「サチコ」ニック・ニューサ
    - 「中州・那珂川・涙街」青江三奈
    - 「南風吹く丘で」スターダストレビュー
    - 「福岡Walker」［Natural Radio Station］
    - 「正しい街」椎名林檎

  - 美和台
    - 「美しき町」斉藤昌子
    - 「美和台音頭」鎌田英一

  - 博多
    - 「博多みれん」野口五郎
    - 「博多の女」北島三郎
    - 「博多の女」（上記とは異なる）尾形大作
    - 「博多男節」石原詢子
    - 「博多ブルース」西田佐知子
    - 「博多ぶるーす」北山たけし
    - 「京都から博多まで」藤圭子
    - 「博多っ子純情」チューリップ
    - 「千鳥橋渋滞」チューリップ
    - 「博多人形に寄せて」由紀さおり
    - 「みちゆき博多発」石川さゆり
    - 「博多山笠女節」長山洋子
    - 「港たずねびと」逢川まさき
    - 「SO.TA.I」（EAST END×YURI「DA.YO.NE」のご当地バージョン）SOUTH END×YUKA
    - 「博多ア・ラ・モード」五木ひろし
    - 天神地下街（中央区） - 「Life quality」
    - 福岡ドーム（中央区） - 「いざゆけ若鷹軍団」
    - 天神愛眼ビル（中央区） - 「天神愛眼ビルの歌」
    - 天神駅 - 「TENJINビューティホー」チャリ・エンジェルズ
    - 天神・百道浜 - 「私は雨」シド
    - 能古島 - 「能古島の片想い」井上陽水
    - 能古島・姪浜・西ノ浦・西戸崎 - 「海の中道」宇佐元恭一
- 糸島市
  - 糸島・能古島・天神 - 「糸島Distance」アンジュルム
- 北九州市
  - 小倉
    - 「無法松の一生」村田英雄
    - 「あばれ太鼓」坂本冬美
    - 「くるくるロックンロール」近藤久美子
    - 「望郷小倉太鼓」出光仁美

  - 若松 - 「花と竜」村田英雄
- 久留米市
  - 「そろばん踊り（久留米の機織り唄）」
  - 「久留米小唄」
- 田川市 - 「織江の唄」山崎ハコ
- 八女市 - 「愛の棲む街」THE ALWAYS
- 柳川市
  - 「柳川の女」三橋美智也
  - 「柳川旅情」津吹みゆ

## 佐賀県
- 佐賀県 - 「佐賀県」はなわ
- 唐津市
  - 「初恋の人は」デューク・エイセス
  - 「わや!」たんこぶちん
- 江北町
  - 「さぁ、出かけよう!」ビッキーズ
  - 「ビッキー音頭」ビッキーズ
- 嬉野町 - 「うれしのほほん湯・遊・YOU」

## 長崎県
- 長崎県全般
  - 「ロザリオの島」春日八郎
  - 「西海ブルース」内山田洋とクール・ファイブ
  - 「出島物語」Shake
  - 「長崎恋みかんのうた」
  - 「長崎物語」美輪明宏
- 長崎市
  - 「長崎の鐘」藤山一郎、池真理子
  - 「長崎の鐘」藤原義江（上記とは別の曲）
  - 「長崎シャンソン」樋口静雄
  - 「蝶々夫人」（オペラ）
  - 「長崎は今日も雨だった」内山田洋とクール・ファイブ
  - 「思い切り橋」内山田洋とクール・ファイブ
  - 「長崎の今日は晴れだった」後川清&ホットファイブ
  - 「長崎の夜はむらさき」瀬川映子
  - 「長崎慕情」渚ゆう子
  - 「長崎未練」青江三奈
  - 「長崎ブルース」青江三奈
  - 「長崎の女」春日八郎
  - 「精霊流し」グレープ、長山洋子
  - 「長崎小夜曲」さだまさし
  - 「思案橋ブルース」中井昭・高橋勝とコロラティーノ
  - 「長崎の蝶々さん」美空ひばり
  - 「長崎みれん」美川憲一
  - 「長崎の精霊祭り」鶴田六郎
  - 「長崎の白いレースの女の子」佐良直美
  - 「長崎のザボン売り」小畑実
  - 「長崎エレジー」ディック・ミネ
  - 「長崎から船に乗って」五木ひろし
  - 「長崎物語」由利あけみ、桜井潔と其の楽団
  - 「長崎のお蝶さん」渡辺はま子
  - 「雨のオランダ坂」渡辺はま子
  - 「港たずねびと」逢川まさき
  - 「約束の丘」福山雅治
  - 「ながさき」根本美津子
  - 「長崎しぐれ」結城浩
  - 「雨オトコ晴オンナ〜オランダ坂で君を待って」フリーウェイハイハイ
  - 「ふるさとの空の下で」美輪明宏
  - 「わたしの長崎」小柳ルミ子
  - 「Madam Butterfly」Malcolm McLaren
  - 「Nagasaki Nightmare」Crass
  - 「Nagasaki」The Miles Brothers
  - 稲佐山 - 「私を忘れる頃」松任谷由実
  - 中島川 - 「中の島ブルース」内山田洋とクール・ファイブ、秋庭豊とアローナイツ
- 島原市
  - 「島原の子守唄」
  - 「島原慕情」
  - 「普賢花」
- 佐世保市
  - 「佐世保ストーリー」幸地愛子
  - 「佐世保」Le Couple、さだまさし** 「佐世保の夜」井手せつ子
- 五島市
  - 奈留島 - 「瞳を閉じて」荒井由実
  - 「五島椿」石原詢子
  - 「五島恋椿」丘みどり
- 平戸市 - 「平戸雨情」 水田竜子
- 松浦市 - 「梵坊の子守歌」野坂昭如、杉田かおる[注釈 1]

## 熊本県
- 熊本県全般
  - 「この街」森高千里 - 間奏で熊本弁のセリフが登場する。
  - 「未来」森高千里 - くまもと未来国体イメージ・ソング
  - 「くまモンもん」森高千里 - くまモンイメージ・ソング
  - 「きょう熱くライブ」三井誠 - 熊本県民テレビイメージ・ソング
- 肥後
  - 「肥後の駒下駄」水前寺清子
  - 「肥後の盆唄」石川さゆり
- 火の国
  - 「火の国小唄」藤圭子
  - 「火の国一代」ばってん荒川
  - 「火の国へ」石川さゆり
  - 「火の国の女」坂本冬美
- 熊本市
  - 「屋台」石川さゆり
  - 「屋台」ばってん荒川
  - 「帰らんちゃよか」ばってん荒川、島津亜矢
  - 「ときめいて・くまもと」立花綾香
- 天草
  - 「天草の女」原田悠里
  - 「ふるさとは天草」逢川まさき
  - 「慕情〜天草の女〜」森進一
  - 「耳をすましてごらん」本田路津子
  - 「ロザリオの島」春日八郎
- 不知火
  - 「不知火情話」八代亜紀
  - 「不知火酒」八代亜紀
  - 「港たずねびと」逢川まさき
  - 「不知火の女」内山田洋とクールファイブ
- 水俣市
  - 「ミナマタ（Minamata）」龝吉敏子＝ルー・タバキンビッグバンド（Toshiko Akiyoshi-Lew Tabackin Big Band）
  - 「Kepone Factory」Dead Kennedys

## 大分県
- 大分県全般
  - 「大分紀行」舞ひろ子
  - 「大分慕情」原小雪
  - 「恋のマジカル大分県」ゆっきー
- 豊後
  - 「豊後巡礼」松前ひろ子
  - 「豊後の一心太助」鳥羽一郎
  - 「豊後漁師節」明石麻莉
  - 「豊後魂」小野栄昭
  - 「豊後夫婦みち」姫野辰也
  - 「豊後の女」三島敏夫
- 豊後水道 - 「豊後水道」川中美幸
- 豊予海峡 - 「豊予海峡」大月みやこ
- 国東半島
  - 「国東半島ぶらり旅」佐良直美
  - 「国東半島」北島三郎
  - 「国東半島」（上記とは同名異曲）松前ひろ子
  - 「国東慕情」布施辰徳
  - 「国東半島ぶらり旅」大行寺みよ子
- 別府市
  - 別府音頭」小唄勝太郎
  - 「別府行進曲」霧島昇
  - 「別府航路」西村妃都美
  - 「別府湯けむり恋けむり」三沢あけみ
  - 「別府湯の町恋しぐれ」加渡京子
  - 「港たずねびと」逢川まさき
- 大分市
  - 「ひとりきり」かぐや姫
  - 「おおいた川」東千晴
- 由布市
  - 「霧の湯布院」宮史郎
  - 「湯平雨情」水城なつみ
  - 「由布院」南こうせつ
- 臼杵市 - 「臼杵川を渡れば」ひ・ま・わ・り
- 竹田市 - 「坊がつる讃歌」芹洋子
- 佐伯市 - 「男の港」鳥羽一郎

## 宮崎県
- 宮崎県全般
  - 「フェニックス・ハネムーン」デューク・エイセス
  - 「宮崎ブルース」大月みやこ
  - 「日向灘」水木大介
  - 「宮崎てげてげ音頭」水木大介
  - 「おもてなし音頭」水木大介
  - 「焼酎哀歌（エレジー）」水木大介
  - 「宮崎の二人」渚ゆう子
  - 「望郷恋唄」水木大介
  - 「牧水挽歌」水木大介
- 高千穂町
  - 「高千穂峡」北山たけし
  - 「高千穂峡」岡ゆう子
- 都城市 - 「ウエルネス・ウエルカム」EVE
- 都井岬 - 「港たずねびと」逢川まさき
- 都井岬 - 「都井岬」小林旭
- 大淀川 - 「大淀川慕情」さとうむねよし
- 逢初川 - 「逢初川」中島ゆきこ
- 高原町 - 「高原ロマン」永井龍雲

## 鹿児島県
- 鹿児島県全般
  - 「ひとり薩摩路」水森かおり
  - 「鹿児島パラダイス」水森かおり
  - 「青年おはら節」西郷輝彦（後にくるりがカヴァー）
  - 「薩摩めぐり」西田あい
  - 「鹿児島音頭」夏川アキ
  - 「太陽がほほえむ街」上田孝（歌岡田直美＆皇徳寺小学校合唱部）
  - 「ラジオ南日本の歌」（南日本放送）
  - 「輝きに向けて」 佐藤博（鹿児島放送イメージソング）
  - 「抜刀隊」キング男性合唱団、東京混声合唱団、Zenithrash、ガールズ&パンツァー、その他
  - 「Shiroyama」Sabaton
- 鹿児島市
  - 「薩摩の女」北島三郎
  - 鹿児島中央駅 - 「鹿児島中央STATION」長渕剛
  - 旧谷山町 - 「夏休み」吉田拓郎
- 桜島町（現鹿児島市） - 「マグマ21テーマソング」
- 桜島
  - 「SAKURAJIMA」長渕剛
  - 「桜島」SEX MACHINEGUNS
  - 「桜島（さくら）」稼木美優
- 薩摩川内市甑島 - 「カノコユリの詩」稼木美優
- 枕崎市 - 「港たずねびと」逢川まさき
- 志布志市 - 「大黒音頭」「志布志湾大黒リゾートホテル」のCMソング
- 屋久島 - 「屋久島」小野由紀子
- 種子島 - 「かませ!タネガシマン」TAKUYA
- 奄美大島
  - 「島のブルース」三沢あけみ・和田弘とマヒナスターズ
  - 「島育ち」田端義夫
  - 「奄美恋しや」仲宗根美樹
- 徳之島 - 「徳之島小唄」村田実夫、小林三千子
- 沖永良部島 - 「永良部百合の花」高石かつ枝、朝丘雪路
- 与論島 - 「与論島慕情」友ひとみ、川畑兄弟

## 沖縄県
- 沖縄全般（主な沖縄民謡）
  - 「赤田首里殿内」
  - 「てぃんさぐぬ花」 - 「てぃんさぐ」はホウセンカの別称
  - 「芭蕉布」
  - 「月ぬ美しゃ」（八重山民謡）
- 沖縄全般（その他）
  - 「愛より青い海」上々颱風
  - 「阿檀の木の下で」中島みゆき
  - 「アンマー」かりゆし58
  - 「いつまでも - 沖縄」山本譲二
  - 「エイサーの夜」夏川りみ
  - 「沖縄サンバ」浅野ゆう子
  - 「沖縄に降る雪」宮沢和史
  - 「沖縄ベイ・ブルース」ダウン・タウン・ブギウギ・バンド
  - 「沖縄ミ・アモール」ディアマンテス
  - 「オキナワ・ラティーナ」ディアマンテス
  - 「沖縄を返せ」中央合唱団
  - 「海洋博は招くよ」饒辺愛子
  - 「片手に三線を」ディアマンテス
  - 「軽便鉄道節」フォーシスターズ
  - 「黄金の花」ネーネーズ
  - 「ここは沖縄」ふきのとう
  - 「さとうきび畑」田代美代子、ちあきなおみ、森山良子 他
  - 「三線の花」BEGIN - 映画「涙そうそう」挿入歌
  - 「シーサー」Le Couple
  - 「島唄」THE BOOM
  - 「島の伝説」南沙織
  - 「守礼の門」伍代夏子
  - 「1999年、夏、沖縄」Mr.Children
  - 「ちゅらうた」サーカス
  - 「美ら島恋歌」石原詢子
  - 「チンタマケの唄」野坂昭如
  - 「デッカメン・ソロ」久慈あさみ
  - 「涙そうそう」森山良子、BEGIN、夏川りみ 他
  - 「ハイサイおじさん」喜納昌吉
  - 「バイバイ沖縄」知名定男、ネーネーズ
  - 「平和の琉歌」サザンオールスターズ
  - 「琉球愛歌」MONGOL800
  - 「琉球ムーン」国仲涼子
  - 「私の夏」森高千里 - '93全日空沖縄キャンペーン・ソング
  - 「CoCo ga Okinawa」Rude-α Feat. R'kuma
  - 「OKINAWA」角松敏生
  - 「OKINAWA IN MAY」杉山清貴
  - 「OKINAWAN SHOUT」BEGIN
  - 「ルーチュガンボ」細野晴臣
  - 「海の声」浦島太郎（桐谷健太）
  - 「Cut Chemist Suite」Ozomatli
  - 「Fragile」John Ralston
  - 「White Cross on Okinawa」Bob Wills and His Texas Playboys
  - 「沖縄」サイプレス上野とロベルト吉野
- 那覇市
  - 「オジー自慢のオリオンビール」BEGIN
- 漫湖
  - 「漫湖よ蘇れ。」まよなかしんや
- 沖縄市
  - 「十九の春」田端義夫 他 - コザ市
- 名護市
  - 「部瀬名ビーチ」BEGIN
  - 「ジュゴンの見える丘」Cocco
- 嘉手納町
  - 「野国のおいも」
- 国頭村
  - 「辺戸岬」寿里
  - 「やんばる渋滞」ヤンバラー宮城
- 辺野古
  - 「アメリカの飛行機アメリカに降りてョ」所ジョージ
- 宮古島
  - 「アララガマまたワイド」比嘉栄昇 - 宮古島限定販売シングル曲
  - 「宮古島パラダイス」サンセットキッズ
- 八重山列島 - 「安里屋ユンタ」八重山諸島に伝わる民謡
- 石垣島
  - 「星の砂」小柳ルミ子、ヒデとロザンナ
  - 「島人ぬ宝」BEGIN - NHKテレビ沖縄「沖縄本土復帰30周年」イメージ・ソング
  - 「神の島遥か国」サザンオールスターズ
  - 「八重のふるさと」比嘉栄昇 - 石垣島限定販売シングル曲
- 竹富島
  - 「竹富島で会いましょう」BEGIN
  - 「みんさ織りのおばあちゃん」小柳ルミ子
- 鳩間島
  - 「恋の島 鳩間島」BEGIN
- 与那国島
  - 「島々清しゃ」宮良康正
  - 「東崎」喜納昌吉
  - 「与那国しょんがねー節」宮良康正
- 波照間島
  - 「サザンクロス」ディアマンテス - サザンクロス交流フェスタ・テーマソング
- 尖閣列島
  - 「我が尖閣」仲間均[1]
  - 釣魚島 - 「我們的釣魚島」王蓉